# Volker Jacobs
Volker Jacobs (* 6. November 1940 in Düsseldorf) ist ein deutscher Journalist.

## Leben
Bereits während seiner Schulzeit war Jacobs als Mitarbeiter einer Schülerzeitung journalistisch tätig. Während seiner Studienzeit war er bei einer Studierendenzeitung sowie in den Ferien bei der Rheinischen Post beschäftigt.
Nach dem Ende seines Studiums arbeitete er bei der dpa in Hamburg und leitete ab 1969 das Bonner Büro dieser Agentur. In der Folgezeit arbeitete Jacobs als innenpolitischer Beobachter und Korrespondent für mehrere Medien, darunter die Saarbrücker Zeitung, die Welt, eine luxemburgische Wochenzeitung und mehrere Rundfunksender.
Ab 1994 war Jacobs Chefkorrespondent und Studioleiter in Bonn und Berlin beim Nachrichtensender n-tv. Bis 2001 war er Leiter der Parlamentsredaktion.
Bis zu seinem Eintritt in den Ruhestand im November 2006 war er beim Sender tätig. Sein Nachfolger war der zuvor bei RTL tätige Gerhard Hofmann.
Jacobs ist verheiratet und hat zwei erwachsene Kinder.